# Maglan

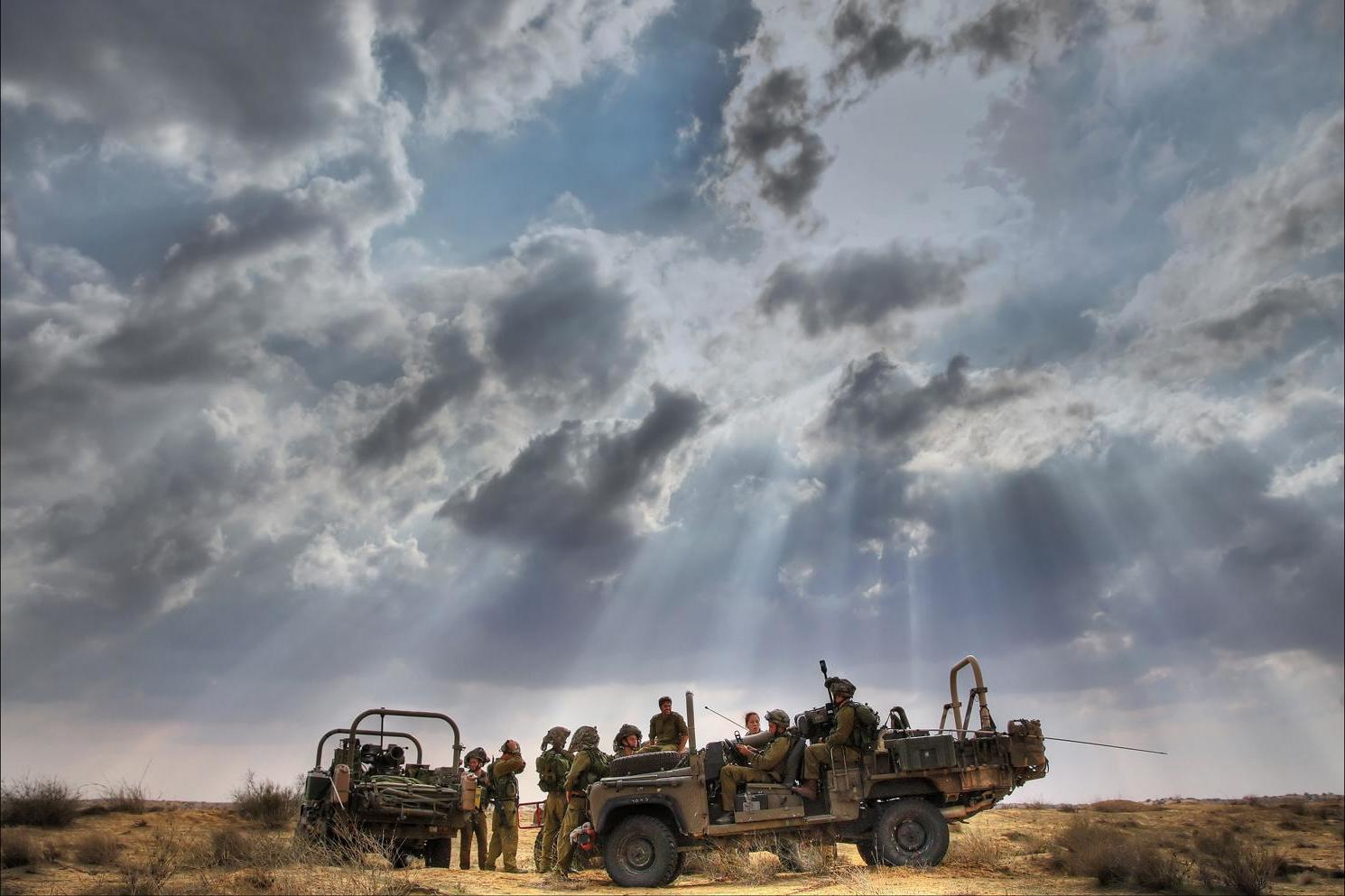
Manöver der Einheit 212, Bild: IDF, Datum unbekannt

Maglan (hebräisch מגלן, deutsch Ibis), auch als Einheit 212 oder Sayeret Maglan bekannt, ist eine israelische Aufklärungseinheit der israelischen Verteidigungsstreitkräfte (IDF). Die Fernaufklärer-Einheit ist auf den Einsatz hinter feindlichen Linien und tief im feindlichen Gebiet spezialisiert. Die Eliteeinheit verfügt über Fähigkeiten zur Panzerabwehr. Maglan ist neben der Einheit 217 (Jechidat Duvdevan) und der Einheit 621 (Egoz ) Teil der 89. „Oz“ Brigade. Ihre Einsätze werden größtenteils geheim gehalten. Die Einheit wurde 1986 aufgestellt, ihre Existenz wurde jedoch erst 2006 öffentlich. Erster Kommandeur war Oberstleutnant Danny Herman.

## Struktur
Die Einheit wurde nach dem Ibis-Vogel benannt, der auch auf der Anstecknadel der Einheit erscheint.
Die Dienstwaffen der Einheit sind der M4A1-Karabiner und die Micro-Tavor X95-Modelle. Scharfschützen verwenden das SR-25 Mk 11, das für große Reichweiten und mit Schalldämpfer eingesetzt werden kann.

## Einsätze
Bekannt sind Einsätze der Einheit im Libanonkrieg. Am 12. Juli 2018 gewannen Scharfschützen der Einheit die IDF International Sniping Competition. Am 2.  August 2020 griffen Mitglieder der Einheit auf den Golanhöhen vier Kämpfer auf und erschossen sie. Die Männer wollten demnach Sprengfallen am Grenzzaun von Israel zu Syrien anbringen. Während dem Krieg in Israel und Gaza 2023 war die Einheit maßgeblich daran beteiligt, Hamas Infrastruktur zu zerstören. Bei diesen Einsätzen ist unter anderem ein deutscher Staatsbürger, der in dieser Einheit gedient hat, am 19. Dezember 2023 gefallen.